# Tropocyclops brevispinus
Tropocyclops brevispinus – gatunek widłonoga z rodziny Cyclopidae. Nazwa naukowa tego gatunku skorupiaków została opublikowana w 1962 roku przez chińskich zoologów Chia-Jui Shen i Ai-Yun Tai.